# Нидерхасли
Нидерхасли (нем. Niederhasli) — коммуна в Швейцарии, в кантоне Цюрих.
Входит в состав округа Дильсдорф. Население составляет 8067 человек (на 31 декабря 2007 года). Официальный код — 0090.